# Stenus tenuis
Stenus tenuis är en skalbaggsart som beskrevs av Thomas Casey. Stenus tenuis ingår i släktet Stenus och familjen kortvingar. Inga underarter finns listade i Catalogue of Life.